# جبل المسمى
جبل المسمى هو جبل عملاق معروف ضمن سلاسل جبال رمان الأسمر ، يقع في منطقة الثنية إلى الشرق من قرية الحامرية جنوب مدينة حائل بنحو 70 كم.